# Ngựa Đà Lạt

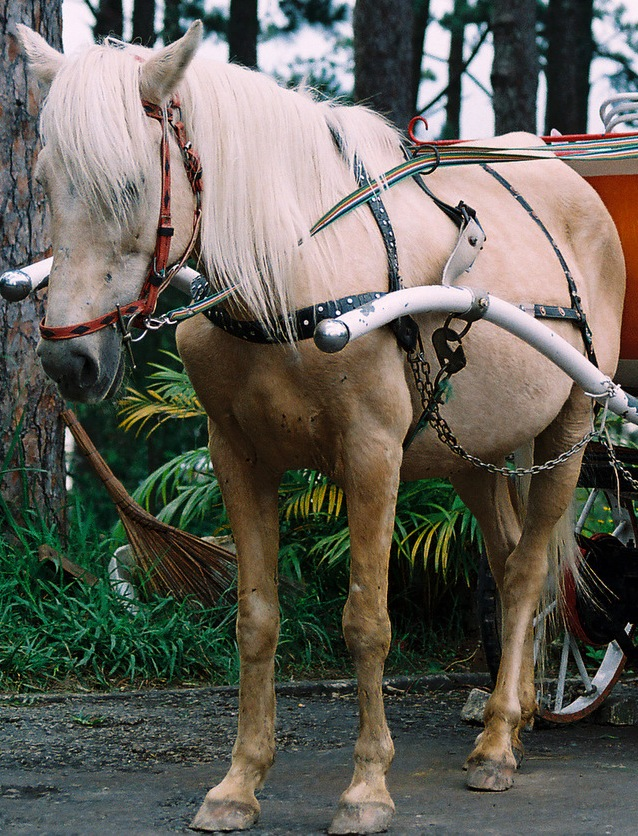
Một con ngựa cỏ ở Đà Lạt

Ngựa Đà Lạt là quần thể ngựa được nuôi ở vùng Đà Lạt, Lâm Đồng, đây là một quần thể ngựa đặc biệt gắn liền với nét văn hóa của vùng đất Đà Lạt, Lâm Đồng đặc biệt là những chiếc xe thổ mộ. Những con ngựa bản địa ở đây nguyên thủy thuộc giống ngựa cỏ và sinh sống tự do trong môi trường thiên nhiên, người Lạch gọi ngựa là A Sêh có nghĩa là ngựa của người Lạch, những con tuấn mã được gọi là Owh sha pran kơ (con ngựa sức mạnh). Chiếc nôi sản sinh loài ngựa cỏ trên cao nguyên Lâm Viên là xã Lát, huyện Lạc Dương. Đà Lạt là nơi ngựa đa dạng về chủng loại bao gồm cả ngựa lai và ngựa cỏ
Người Lạch có tài thuần phục ngựa, ở xứ sở này, những đứa trẻ lên năm, lên bảy đã biết cưỡi ngựa cỏ rong chơi, biết ngã cùng ngựa, trẻ em xã Lát biết cưỡi ngựa từ rất sớm, trai gái 13, 14 tuổi là giong cương băng rừng vượt suối trên lưng ngựa không yên. Người Lạch còn xem loài ngựa là niềm tự hào qua câu phương ngôn truyền miệng "dấu chân người Lạch tròn", người Lạch khi lên nương, hay khi vào rừng săn con thú đều ngồi trên lưng ngựa nên dấu chân người Lạch có hình tròn. Ngày nay, quần thể ngựa ở Đà Lạt được bổ sung thêm các giống ngựa lai để đa dạng quần thể và phục vụ cho nhu cầu làm du lịch.

## Lịch sử

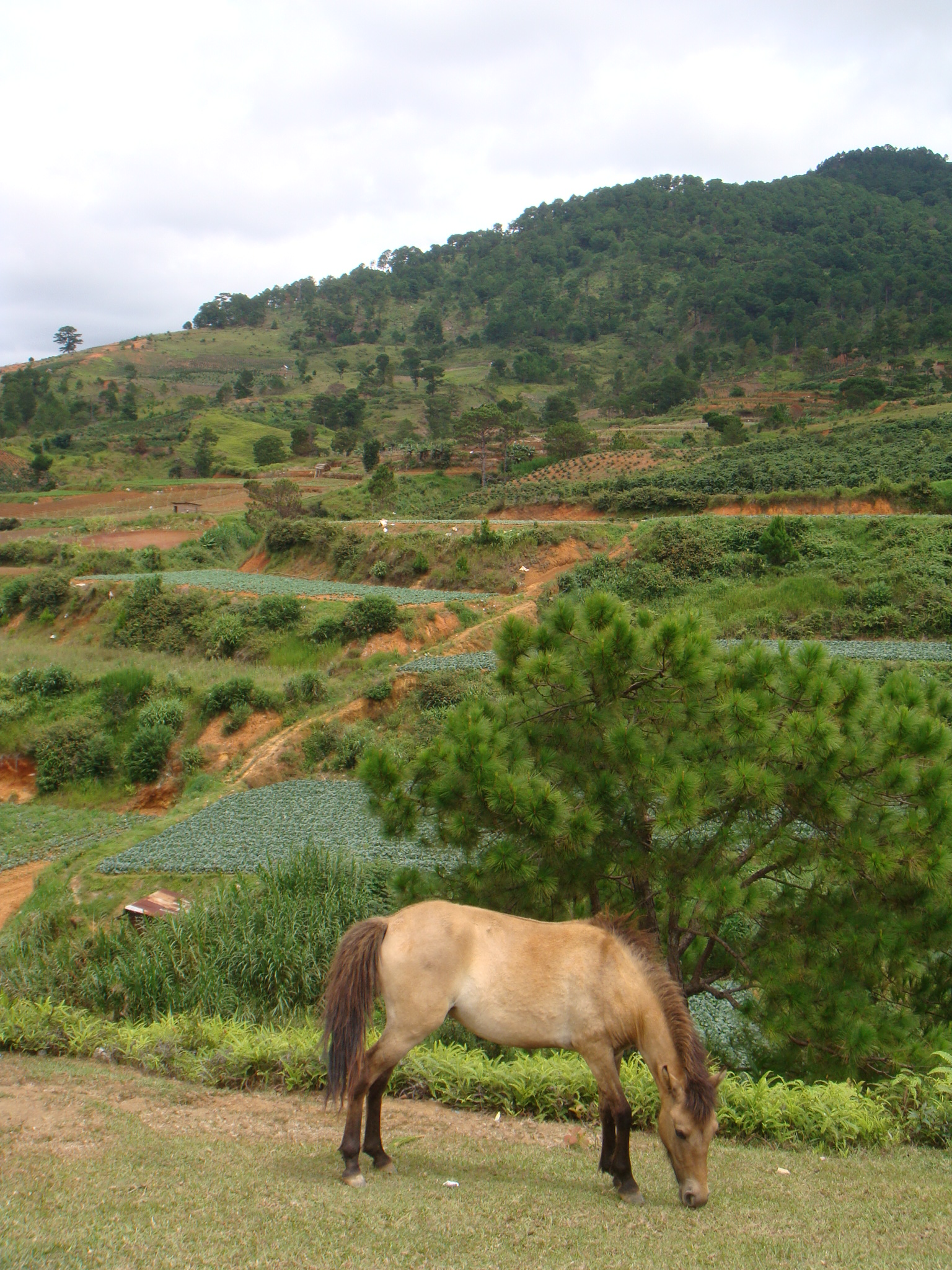
Một con ngựa trên đỉnh Lang Biang

Loài ngựa xuất hiện ở vùng đất này từ rất sớm, cùng với sự xuất hiện của quần thể đồng bào người dân tộc Lạch (người dân tộc thiểu số đầu tiên có mặt ở Đà Lạt). Ngựa trở thành thành viên và đồng thời cũng là công cụ, tài sản của các bộ tộc, làng người dân tộc thiểu số Lạch, người Cil, người K'Ho giúp họ tăng gia lao động sản xuất, là phương tiện để thồ người, hàng hoá giao lưu, đi lại. Từ xưa đồng bào các buôn làng Cil, Lạch cùng gốc K'Ho ở xã Lát, huyện Lạc Dương vẫn thường tặng con gái đôi A Sêh (ngựa) làm của hồi môn khi đi bắt chồng. Thanh thiếu niên nào sinh trưởng từ nơi đây cũng quen cưỡi ngựa, nhà nào cũng nuôi ngựa để thồ nông sản qua các sườn đồi cheo leo. Ở buôn người Lạch, Cil dưới chân núi này nhà nào cũng phải có vài con ngựa.
Theo những câu chuyện kể, thuở còn hoang vu, vùng đất này đã có dấu chân ngựa hoang. Yàng Ndu tổ chức cuộc thi để thu phục muôn loài. Trâu và ngựa là hai con vật cuối cùng thua cuộc trước loài người. Từ đó, trâu trở thành linh vật hiến tế, còn vó ngựa trên cao nguyên núi đó, rừng xanh nam Tây Nguyên thì mãi gõ nhịp cung phụng con người. Ngựa là người bạn không thể thiếu đối với người sống ở cao nguyên. Ngựa giúp con người vượt đèo dốc hiểm trở, đi thăm trâu, thăm bò, đổi chác hàng hóa. Người Lạch còn đi tìm bạn gái bằng ngựa, vùng Păng Tiêng, Đam Rông nghe tiếng vó ngựa người Lạch là nể, văn hóa người Lạch có câu: Con ngựa Păng Tiêng tôi đã cưỡi/Bông hoa Păng Tiêng tôi đã ngửi. Ngựa thả hoang trong rừng, mỗi tuần mới thăm một lần để xác định vị trí, lúc nào cần mới huýt sáo gọi về.
Các hộ nông dân là đồng bào dân tộc thiểu số và cả người Kinh ở Đà Lạt, từ xưa đến nay đều dùng ngựa vào việc thồ hàng hoá. Do địa hình đồi dốc, nhiều gia đình có nương, rẫy ở xa, trong núi sâu thay vì nuôi con trâu, con bò giúp họ cày cấy, kéo xe thì họ nuôi ngựa để giúp sức người thồ hàng mỗi vụ gieo trồng và thu hoạch nông sản. Ngoài ra, vào lúc thuở Đà Lạt còn hoang vu, người Pháp đã dùng ngựa để đến đây. Và, một phần nhờ ngựa mà bác sĩ Yéc-xanh đã chinh phục cao nguyên Lâm Viên, khai sinh Đà Lạt. Thời bao cấp (những năm 80 của thế kỷ 20), ngựa ở Đà Lạt nhiều.

## Đặc điểm

### Ngựa cỏ

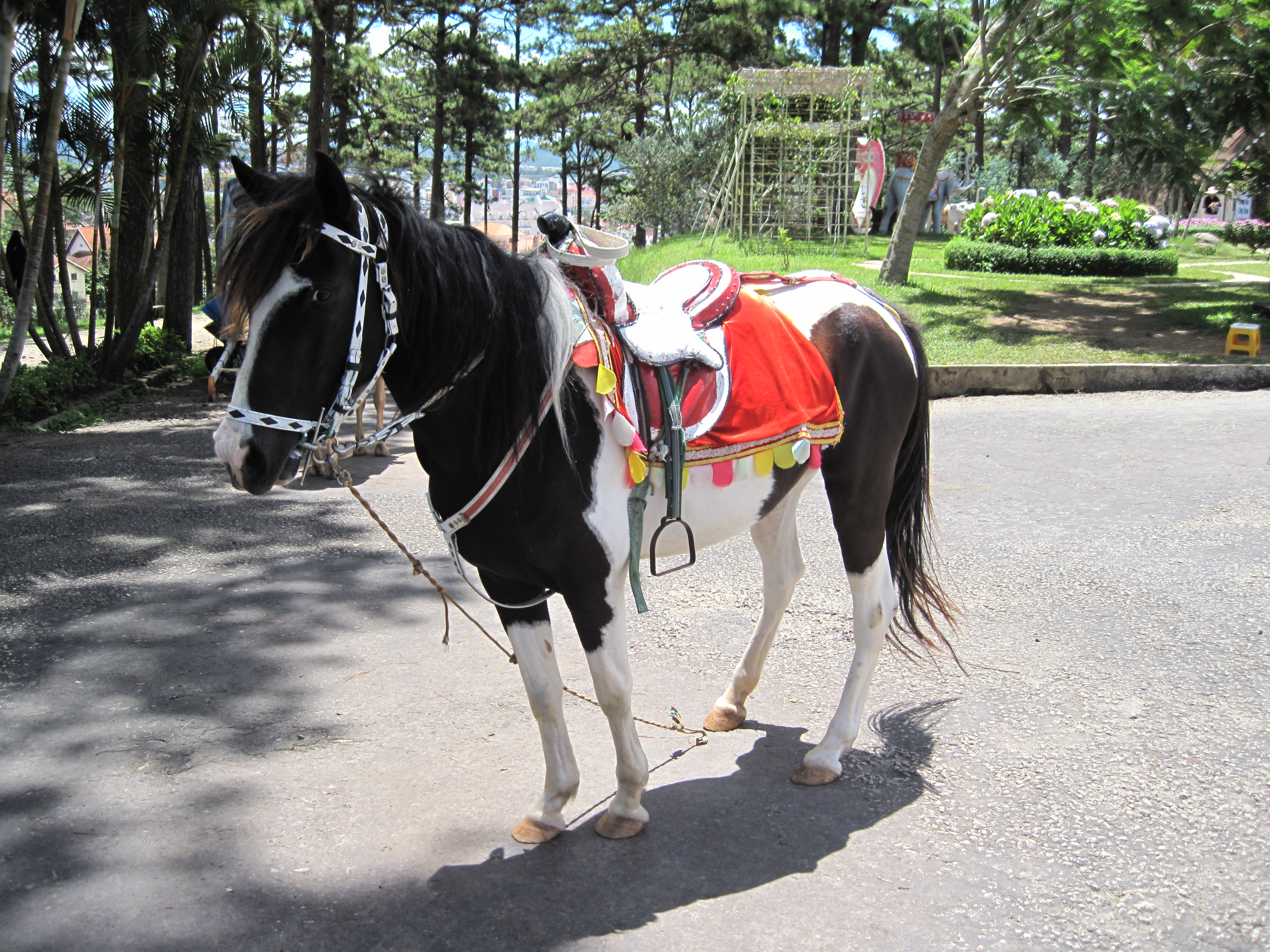
Một con ngựa ở Đà Lạt với màu lang (ô truy)

Loài ngựa bản địa này được gọi bằng cái tên dân dã là ngựa cỏ. Ngựa cỏ ở vùng này thấp, nhỏ nhưng rất nhanh nhẹn và khỏe. Trọng lượng trung bình của một con ngựa trưởng thành chỉ khoảng từ 200–250 kg. Giới nuôi ngựa ở Đà Lạt dùng tên ngựa cỏ để ám chỉ ngựa của đồng bào thiểu số ở xã Lát, Đạ Sar (Lạc Dương), tuy thân hình chúng nhỏ nhưng lại dẻo dai, bền bỉ phù hợp để thồ hàng và kéo xe trên mọi địa hình hiểm trở.
Các phu xe ở Đà Lạt, Đơn Dương và Phan Rang, Bình Phước vẫn đến Bon Đưng-xã Lát, Hòn Bồ-Đạ Sar để tầm mã một con ngựa cỏ trên đường bằng có thể kéo hơn một tấn hàng, đường dốc Đà Lạt hay đường lầy lội chúng vẫn kéo được 7-8 tạ. Chọn những con ngựa từ 4-6 tuổi vì đó là tuổi sung sức nhất, dấu hiệu để nhận biết chúng là vừa mọc đủ răng và răng trắng đều, mặt khác, cổ dài, gân to, thịt săn, bờm dày, bụng gọn, ngực nở, chân thẳng và thon chắc. Nên cho ngựa chạy thử mấy vòng quanh núi, nếu vẫn thở đều, không khục khắc là đạt.
Ngựa Đà Lạt có dáng vẻ đẹp đẽ, oai vệ mà thanh nhã, hiền lành, vì không có tên nên chúng thường được gọi tên theo sắc lông như lông màu trắng gọi là ngựa bạch, trắng chen một ít đen gọi là ngựạ kim; đen tuyền gọi là ngựa ô; đen pha đỏ tươi là ngựa vang; đen pha đỏ đậm là ngựa hồng; trắng đen pha chút đỏ là ngựa đạm, tím đỏ pha đen là ngựa tía. Có những con ngựa mới 3 tháng tuổi đã cao lộc ngộc theo nòi bố và đang dần đổi màu từ vùng mặt, tròn tuổi trở đi nó sẽ trở nên đen tuyền như mẹ. Ngựa của người Lạch dẻo dai, dũng mãnh, giỏi leo núi và ít bị bệnh nhưng lại thấp, nhỏ con, lông ngắn nên chẳng bắt mắt. Ngày nay người Lạch đã học cách phối ngựa Lạch với một số giống ngựa có nguồn gốc từ châu Âu hoặc Trung Đông để cho ra những con lai vừa có những ưu thế của ngựa bản địa vừa có vóc dáng đẹp, cao ráo, bộ lông mượt mà.

### Ngựa lai

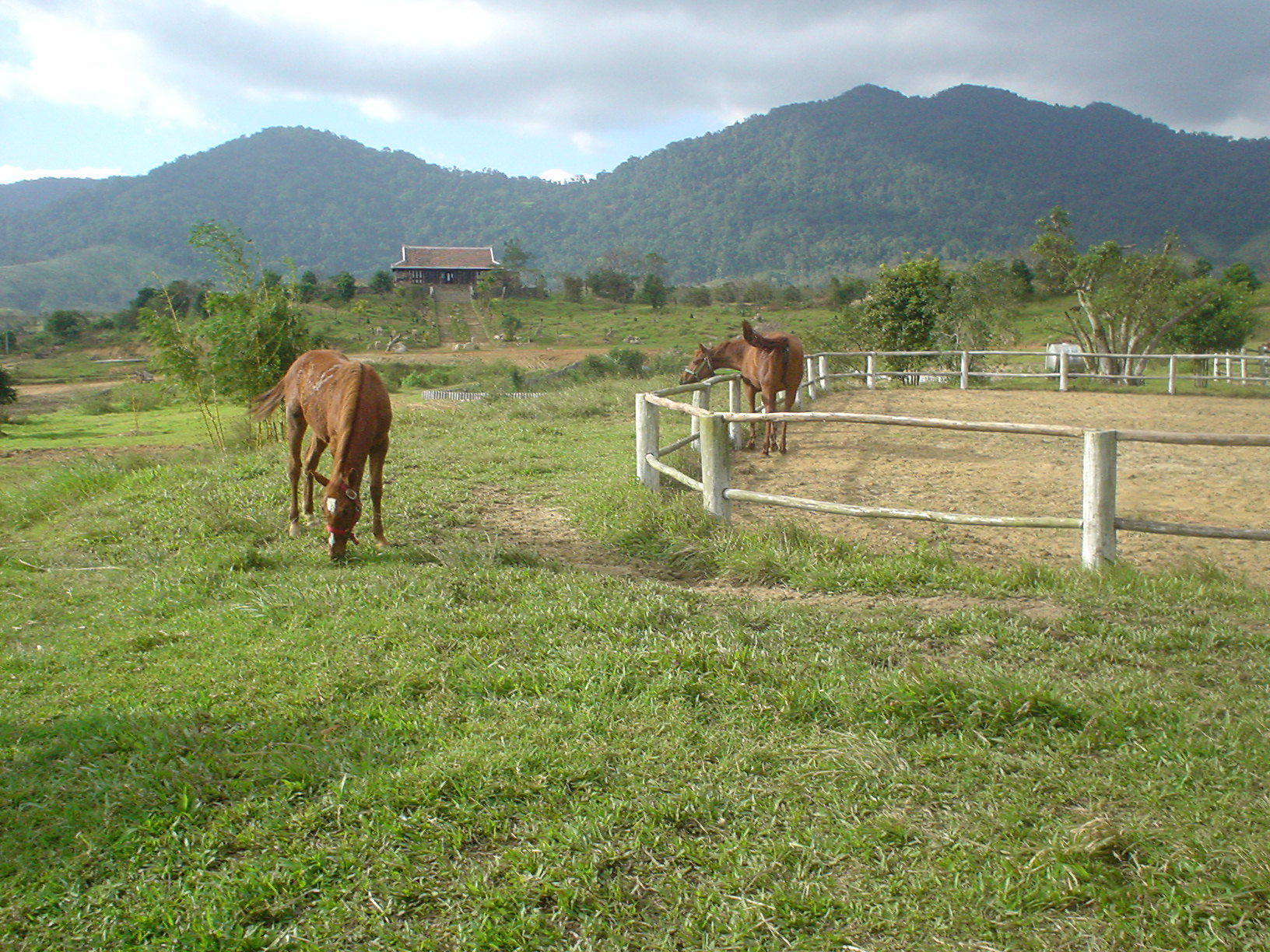
Một số giống ngựa lai được nuôi trên cao nguyên Mdrak

Bên cạnh những con ngựa cỏ, phải gánh vác việc đồng áng để sinh tồn cùng chủ của chúng, có một bầy đàn ngựa nhập ngoại di cư đến Đà Lạt, có một đời sống khác hơn. Chúng có nguồn gốc tổ tiên từ hàng trăm năm trước theo những dấu chân đầu tiên của đoàn thám hiểm do Bác sĩ Alexandre Yersin. Năm 1893, Yersin đã cưỡi ngựa thám hiểm và khám phá Lang Biang, ông dẫn đầu một đoàn thám hiểm gồm 6 người cưỡi trên lưng sáu con ngựa sải những bước chân xuyên rừng, vượt qua bao đèo dốc, thẳng hướng từ Nha Trang lên đỉnh ngọn núi Lang Bian (Đà Lạt).
Con ngựa ông Yersin cưỡi là giống ngựa Trung Á lai Pháp (Ăng-lê Ả rập) có bộ lông màu da bò nhưng sáng màu hơn nên gọi là ngựa hồng. Rồi lần lượt nhiều giống ngựa lai dừng chân ở đây. Những con ngựa con lần lượt ra đời. Hầu hết chúng có nguồn gốc ở Pháp, Úc. Chúng khá to, cao, trọng lượng khoảng 400–500 kg, nhưng không phải là giống ngựa khoẻ. Chúng được coi là những là những con ngựa quý tộc.
Bảo Đại mỗi khi lên Đà Lạt, ông chọn con ngựa đẹp nhất là một chú ngựa lang (có 3 màu đen, vàng, trắng), leo lên lưng nó, dẫn theo một đoàn tuỳ tùng vào rừng đi săn hay đi ngắm cảnh. Những con ngựa lai ở Đà Lạt ngày càng phong phú hơn về chủng, loài. Nhiều tay lái ngựa luân chuyển những con ngựa không còn sử dụng ở trường đua Phú Thọ (Sài Gòn) lên Đà Lạt, rồi chọn những tuấn mã, giống tốt, khoẻ về huấn luyện làm ngựa đua để bán kiếm lời. Khó mà biết chính xác những con ngựa lai ở Đà Lạt bây giờ là thế hệ thứ mấy, có nguồn gốc, tổ tiên là đâu. Đà Lạt–Lâm Đồng hiện còn khoảng 600 con ngựa. Một nửa số đó là ngựa cỏ, còn lại là ngựa lai. Nhưng chỉ có khoảng 100 con ngựa lai được chăm sóc kỹ càng để du lịch. Những con ngựa lai tốt mã có giá từ 30-40 triệu đồng. Hi hữu có con tuyệt đẹp (ngựa lang) có khách trả anh đến 50 triệu đồng, trong khi ngựa cỏ giá chỉ chừng 5-7 triệu đồng/con.
Du khách đến các điểm tham quan du lịch như Thung lũng Tình Yêu, hồ Than Thở, Dinh Bảo Đại đều thấy đội quân tuấn mã rất hùng hậu, trong đó có cả những chú ngựa cỏ bản địa lẫn những chú ngựa lai to con tốt tướng (giới nuôi ngựa gọi là ngựa cảnh), chuyên cho du khách thuê chụp hình, thuê cưỡi chu du khắp núi đồi, những chú ngựa cảnh to con tốt tướng hầu hết là ngựa phế thải được du nhập về từ trường đua Phú Thọ vì có thành tích kém cỏi trên đường đua hoặc bị dị tật. Giá mỗi con không dưới 10 triệu đồng. Về sau, để tiết kiệm, người ta cho phối giống giữa ngựa cảnh và ngựa cỏ nên thân hình thế hệ ngựa lai chỉ tầm tầm bậc trung, không bệ vệ, oai phong như ngựa cảnh có nguồn gốc từ Anh, Pháp đó là ngựa lai giữa ngựa cỏ và ngựa cảnh.

## Với con người

### Nuôi ngựa

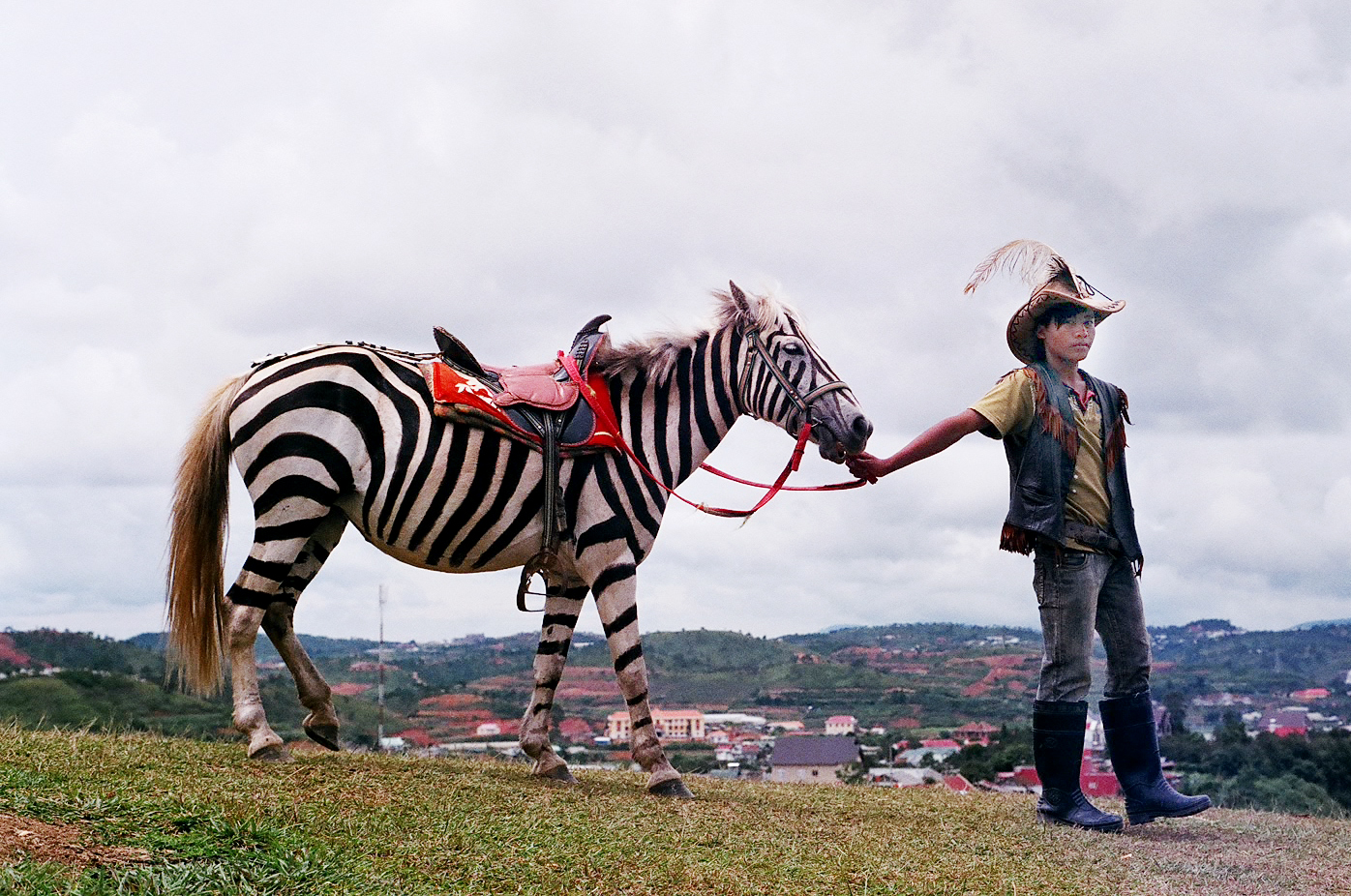
Một con ngựa kiểng trên đỉnh Langbiang

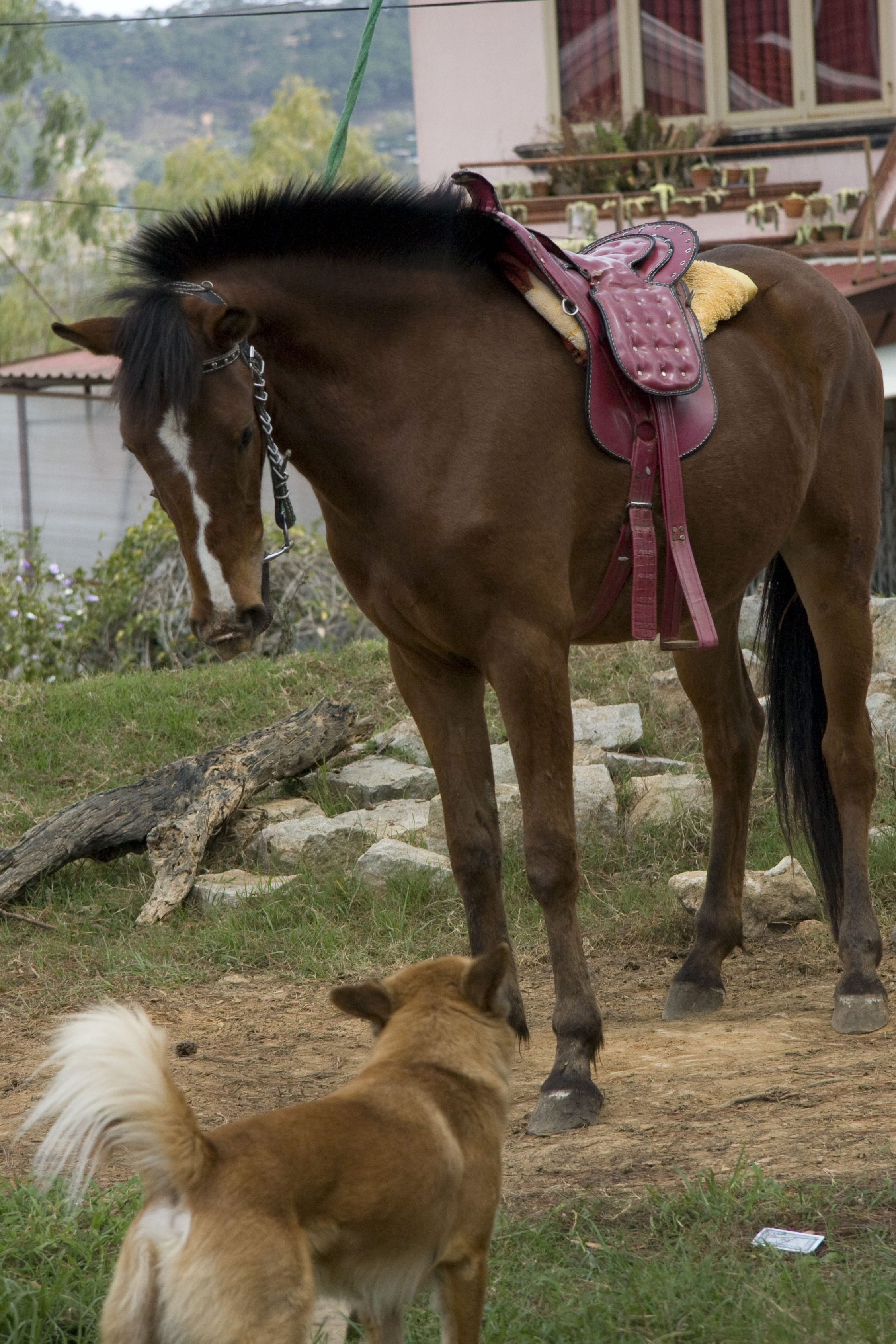
Ngựa và chó ở Đà Lạt

Chiếc nôi của loài ngựa cỏ trên cao nguyên Lâm Viên chính là xã Lát, còn dấu chân người Lạch hình tròn vì họ lên nương vào rừng đều trên lưng ngựa. Lát vẫn là xã còn nuôi nhiều ngựa cỏ nhất so với hàng xã các tỉnh Tây Nguyên, gần ba trăm trong tổng đàn ngựa khoảng một nghìn con ước tính cuối năm 2013 của tỉnh Lâm Đồng Đến nay, việc nuôi ngựa hỗ trợ làm nông nghiệp của người Đà Lạt vẫn được duy trì, nhưng phần nhiều là của người dân tộc thiểu số, các nông dân sống ở các vùng giáp ranh Đà Lạt như: huyện Lạc Dương, Đơn Dương, Đức Trọng có rẫy, vườn khai hoang trong các khe núi, dưới chân đồi, không tiện cho việc đi lại bằng xe cộ.
Người Lạch coi ngựa như thành viên trong gia đình nên không bao giờ ăn thịt, ngựa chết thì mang đi chôn và đáp lại ngựa rất trung thành và dẫu là ngựa chứng đến đâu cũng không gây hại cho con người. Chúng được nuôi thả hoang và tự kiếm ăn. Khi nào chủ của chúng cần thì đi tìm chúng về. Những con ngựa này sớm thích nghi và quen với điều kiện tự nhiên nên chúng có sức chịu đựng phi thường, chúng tuyệt đối trung thành. Bất kể chủ của chúng đi đâu, yêu cầu làm gì là chúng sẵn sàng nghe lời. Đa số ngựa tham dự những cuộc đua là ngựa được nông dân nuôi bán hoang dã: Chuồng luôn mở cửa để nếu thích ngựa có thể vào rừng tìm thức ăn, sinh sản rồi tự tìm đường về nhà. Thỉnh thoảng gia chủ vào rừng thăm ngựa để xác định vị trí, lúc nào cần ngựa để thồ hàng, chăn dắt trâu bò thì ra huýt sáo gọi về.
Không gian bao la, đại ngàn hùng vĩ và tập quán sống hồn nhiên của đồng bào bản địa Tây Nguyên đã tạo ra kiểu nuôi ngựa hoang dã chẳng cần người chăn, người ta thả rông những đàn ngựa hàng chục con thơ thẩn quanh năm trên các bãi cỏ ven hồ, tự do tung vó từ đồi này sang lũng khác. Mùa hè chúng duỗi cẳng dưới bầu trời đầy sao. Mùa đông, chiều xuống, chúng quen đường cũ nối đuôi nhau về gian chuồng được rải lớp lá dày, vừa là nệm ấm, vừa cho chủ thu làm phân xanh. Khi cần chủ ra gọi, ngựa sẽ ngoan ngoãn thồ phân bón ra rẫy, rồi cõng cà phê bắp lúa về nhà. Trên ngọn đồi trắng xóa, mỗi bình minh đều lồng lộng dáng ngựa vằn gặm cỏ thanh bình cùng đàn ngựa đa sắc in đậm trên nền trời xanh thẳm.
Vó ngựa trên thảo nguyên Đà Lạt với tiếng ngựa hí vang vọng một góc trời, nhanh như chớp, chú ngựa dũng mãnh tung vó lên trời, bắt đầu phi những bước thật dài, bụi tung mù mịt trong không trung. Quanh những quả đồi trống Đà Lạt, dấu chân ngựa in sâu trên nền đất, như một dấu hiệu, một biểu tượng đánh dấu lãnh thổ của chúng. Vào những lúc không phải làm việc như vào buổi sáng tinh mơ hoặc chạng vạng tối, nài ngựa thường thả chúng ra giữa thảo nguyên, trên các quả đồi vắng hay khu vực gần hồ. Chỉ những lúc như vậy, ngựa mới phô ra được cái bản tính hoang dã, dũng mãnh và đầy oai vệ của mình. Tiếng ngựa hí vang vọng một góc trời, nhanh như chớp, chú ngựa dũng mãnh tung vó lên trời, bắt đầu phi những bước thật dài, bụi tung bay mù mịt trong không trung. Dũng mãnh, sải từng bước tự tin như tổ tiên chúng trước đây từng vượt hàng vạn dặm đất đai mênh mông, núi non hiểm trở, từ nước này sang nước khác.
Lạch là tộc người nuôi nhiều ngựa hơn cả và cưỡi ngựa giỏi nhất Tây Nguyên. Hầu như nhà nào cũng nuôi ngựa, không ít gia đình nuôi hàng chục con. Bởi thế tuổi thơ của các cậu bé người Lạch đều gắn chặt với ngựa, lên năm, lên bảy đã biết cho ngựa ăn, chải chuốt, vuốt ve để ngựa thích và nghe lời mình, cưỡi ngựa rong chơi và nếm mùi ngã cùng ngựa. Sau hơn chục năm cùng nhau ngã bùn, ngã suối, chủ nhân sẽ thuộc tính nết của ngựa, đoán được những tình huống ngựa có thể ngã, các thế ngã để rồi lựa chiều tiếp đất sao cho khỏi thương vong. Đến tuổi 15-17, các chàng đã biết chọn ngựa hay và thuần dưỡng chúng.
Phải mất ít nhất 2-3 năm mới huấn luyện được chú ngựa hay: Cho ngựa dần làm quen rồi chinh phục tất cả các địa hình như sông suối, đèo dốc, những trảng bằng, sườn núi gồ ghề, hiểm trở... để có nhiều kiểu bước chân khác nhau. Cho ngựa tập luyện thường xuyên với cấp độ tăng dần để tạo sức bền, dẻo dai. Luyện cho chúng bước chạy êm rồi cách chạy nhanh nhưng vẫn giữ được thăng bằng để tránh vấp ngã. Trước mỗi kỳ thi đấu, không cho tiếp xúc với ngựa cái để khỏi mất sức hoặc ngựa lạ để khỏi học tính hoang dã, không nghe lệnh chủ. Số chiến mã được huấn luyện chuyên nghiệp rất ít. Ngựa cũng như người, phải biết vuốt ve nó từ nhỏ thì nó mới thích, nghe. Dạy ngựa khó, phải ngã bùn, ngã suối với nó nhiều lần thì mới thuần được. Mỗi lần đi rẫy thăm trâu, đi rừng thăm ngựa là bọn trẻ tụ họp đua ngựa.
Trước đây, lũ ngựa cỏ người dân tộc Lạch phải thồ hàng về tận dưới xuôi để đổi lấy nước mắm, cá khô nên cần sức bền hơn là sức mạnh cấp thời. Người ta dắt ngựa xuyên rừng về xuôi đổi muối. Ngựa và người đi cả vài ba ngày trời mới đến nơi. Ngựa thồ hàng. Người đi bộ. Bước chân bỏ lại những cánh rừng già, bỏ lại những dòng suối sâu, những con suối cạn, nay, người Lạch dưới chân núi Langbian nuôi ngựa chỉ để làm cảnh. Bởi, các loại hàng hóa, nhu yếu phẩm gì gì đó thì đã có xe đưa đến tận bếp nhà sàn. Đối với ngựa nuôi làm du lịch thì thức ăn gồm cỏ, cám tổng hợp và mật đường là thức ăn chủ đạo của ngựa du lịch. Ngoài ra chúng còn được chủ thường xuyên bồi dưỡng thức ăn giàu chất dinh dưỡng để giữ cho bộ lông luôn óng mượt và được chăm sóc chu đáo. Chi phí lương thực bình quân khoảng 80.000 đồng/con/ngày, sáng nào cũng phải thức dậy sớm tắm rửa cho ngựa, cho chúng ăn cám, đường, mật và cỏ tươi thật no để chúng khỏi trở chứng khi làm việc.

### Đua ngựa
Những con ngựa ở Đà Lạt còn được người dân bản địa cho tham gia các cuộc đua ngựa, đặc biệt là đua ngựa không yên. Đua ngựa không yên đã được khởi xướng ở Lang Biang từ hơn nửa thế kỷ trước và trở thành nét văn hóa độc đáo của người Lạch. Mỗi năm có 3-4 cuộc đua lớn. Lạch là tộc người duy nhất ở Tây Nguyên sở hữu môn thể thao đua ngựa không yên độc đáo. Không yên và cũng chẳng cần bàn đạp, những kỵ sĩ đầu trần chân đất cứ phóc lên lưng, nắm bờm, thúc chân vào bụng là các chú ngựa tung vó lao lên sườn núi với những màn biểu diễn ngoạn mục. Lạc Dương trở thành huyện duy nhất trên Tây Nguyên sở hữu môn thể thao độc đáo đua ngựa không yên leo núi Langbiang. Từ hơn nửa thế kỷ trước ở cao nguyên này thường xuyên tổ chức đua ngựa không yên, đua ngựa không yên thì hai cái đùi là quan trọng, vì đó là bộ phận điều khiển ngựa, giữ thăng bằng.
Với người Lạch, đua ngựa là cuộc chơi ngẫu hứng và bình đẳng. Ngày giờ cùng địa điểm đua được thông báo, truyền miệng khắp buôn làng. Ai thích thì mang ngựa đến đua, không hạn chế số lượng, không phân biệt tuổi tác, chính sự không chuyên nghiệp và mộc mạc ấy mang lại không khí hội hè tưng bừng, vui vẻ cho khán trường. Hiếm nơi nào có hội đua ngựa độc đáo, nguyên sơ và hồn nhiên với những Kỵ mã đầu trần, chân trần, ngựa không yên, không bàn đạp. Họ bước vào cuộc đua phóng khoáng, để thỏa chí và thể hiện bản lĩnh của những bước chân lữ hành. Đua ngựa không yên chinh phục đỉnh núi LangBiang là trò chơi dân gian, thể hiện sức mạnh, sự phóng khoáng của những người con Tây Nguyên.
Đầu hè, các kỵ sĩ tháo yên, xếp hàng ngang trước vạch xuất phát dưới chân dốc, hiệu lệnh vừa phát lập tức nắm chặt dây cương thúc ngựa lao lên sườn dốc cỏ xanh. Mươi phút trước khi bắt đầu cuộc đua diễn ra quy tụ 20 chiến mã trên núi Lang Biang, các chú ngựa đứng phía sau vạch xuất phát cứ nhấp nhổm không yên, thi nhau hí vang cả khu rừng ra chiều sốt ruột lắm. Khịt khịt mũi, tung hai chân trước lên cao quá đầu rồi búng người nhảy về phía trước bằng hai chân sau như làm xiếc, thúc giục chủ nhân cho tung vó trên đường đua. Các nài ngựa tuổi 18 đôi mươi cũng căng mình trên lưng ngựa chờ đợi. Ở những chuồng ngựa khác trong mấy ngôi làng dưới chân núi Langbian, các nài khác cũng đã sẵn sàng vào cuộc. Tất cả đã sẵn sàng cho cuộc đua ngựa không yên, không dây cương truyền thống của người Lạch. Những nài ngựa mười ba, mười lăm tuổi đã ngồi căng người trên lưng ngựa và sẵn sàng vào cuộc đua.
Ở vòng bảng, dẫu chưa có hiệu lệnh xuất phát, một số chú ngựa bất kham đã nôn nóng lao về phía trước, một vài chú khác đến lúc xuất phát lại đứng chôn chân tại chỗ hoặc chạy ngược về phía sau. Có chú ngựa đang thi đấu chợt nghe tiếng hí của bạn tình liền xé toạc hàng rào, bỏ trường đua để tìm bạn. Không ít trường hợp dẫu đã kết thúc vòng đua nhưng ngựa quá sung và phấn khích nên chạy khuyến mãi thêm vài vòng khiến khán giả reo hò, vỗ tay cổ vũ rào rào. Nói là cuộc chơi, nhưng con ngựa nào về đích trước là nổi tiếng khắp buôn, và người điều khiển cũng có giá "bắt chồng" cao. Ba hồi tù và vang lên giục giã. Các nài liền thúc chân vô bụng khiến những con vằn, con ô tung vó phi nước đại lao lên sườn núi khúc khuỷu với độ dốc trên 30 độ. Dốc núi gập ghềnh, lởm chởm đá nên vó câu khấp khểnh và các kỵ mã cũng nhấp nhổm lên xuống liên tục theo nhịp phi của ngựa.
Những lúc ngựa hụt chân, suýt ngã quỵ, khán trường chết lặng vì sợ nài bị văng xuống đất thế nhưng các kỵ mã tài hoa, dũng cảm vẫn trụ vững. Phải tập luyện trong nhiều năm mới có thể cưỡi ngựa không yên thuần thục trên những đường đua gai góc như núi Lang Biang. Người Lạch chủ yếu dùng hai đùi để giữ thăng bằng và điều khiển ngựa. Muốn giữ thăng bằng, phải ngồi đúng vào điểm lõm gần vai và kẹp chặt hai đùi vào bụng ngựa. Đôi tay phải nắm lấy bờm nên không thể cầm roi quất ngựa, do đó đôi chân đảm trách luôn việc điều khiển tốc độ. Ngựa chạy nhanh hay chậm tùy vào lực ép từ chân nài. Những lúc phóng nhanh thì rạp mình trên lưng ngựa để có thêm điểm tựa và giảm bớt lực cản của gió. Không thấy ngựa chèn ép đối thủ vì đua ngựa là cuộc chơi thể hiện sức mạnh, sự phóng khoáng của những người con núi rừng Lang Biang. Ai có ngựa hay, chiến thuật huấn luyện tốt và gặp may thì chiến thắng chứ người đua không dùng các chiêu thuật ép, chèn, kèm đối thủ.
Âm thanh vang dội của tù và cùng tiếng hò reo phấn khích của khán giả khi đoàn ngựa đua đang vào giai đoạn nước rút. Ngựa lao nhanh như xé gió khiến đồi núi như chao nghiêng. Giải thưởng của các cuộc đua này thường chỉ là một khoản tiền khiêm tốn (đủ để người chiến thắng liên hoan cùng vài chiến hữu) hoặc một dải khố, chiếc áo thổ cẩm, túi quà, thậm chí chỉ là bao cỏ cho ngựa. Tuy nhiên ngựa vô địch sẽ nổi tiếng khắp buôn và kỵ mã điều khiển được ngưỡng mộ, trọng vọng. Tài sản thách cưới khi sơn nữ muốn bắt các kỵ mã này làm chồng cao ngất ngưởng, khi vào giai đoạn nước rút, có chú ngựa chẳng may bị vấp khiến nài bật khỏi lưng ngựa rơi xuống đất, chú ngựa chạy phía sau đã kịp co vó nhảy qua chứ không đạp trúng nài. Cú ngã không nhẹ tí nào nhưng điều lạ là kỵ mã chẳng hề hấn gì, có võ ngã ngựa nên không bị thương, võ này phải luyện từ nhỏ.

### Kéo xe

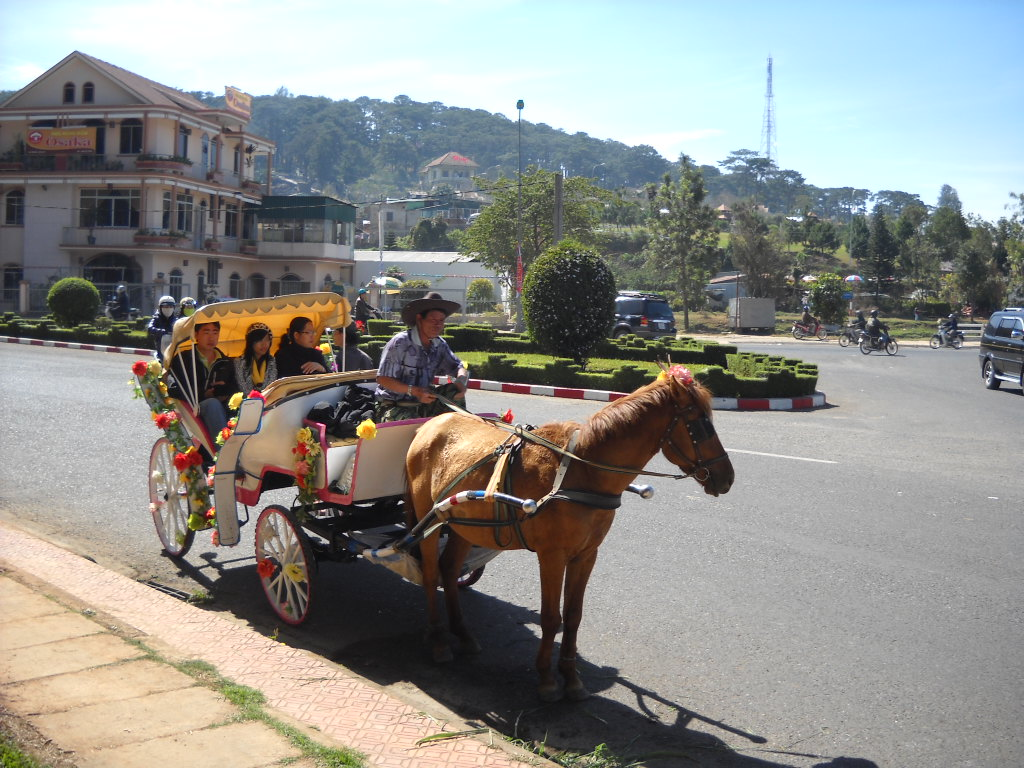
Một con ngựa cỏ Đà Lạt được phục vụ cho việc kéo xe

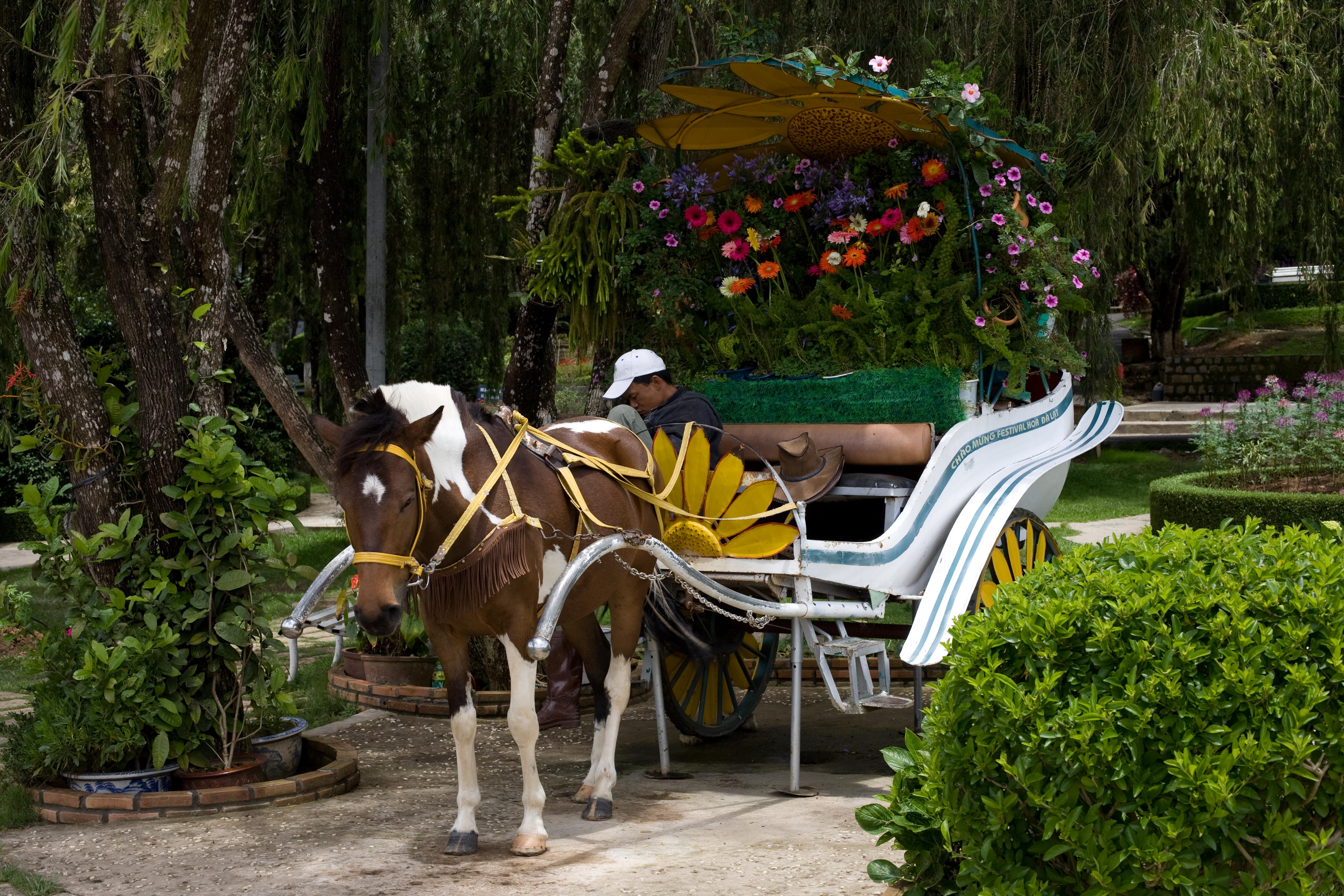
Ngựa Đà Lạt kéo xe ở chợ Hoa

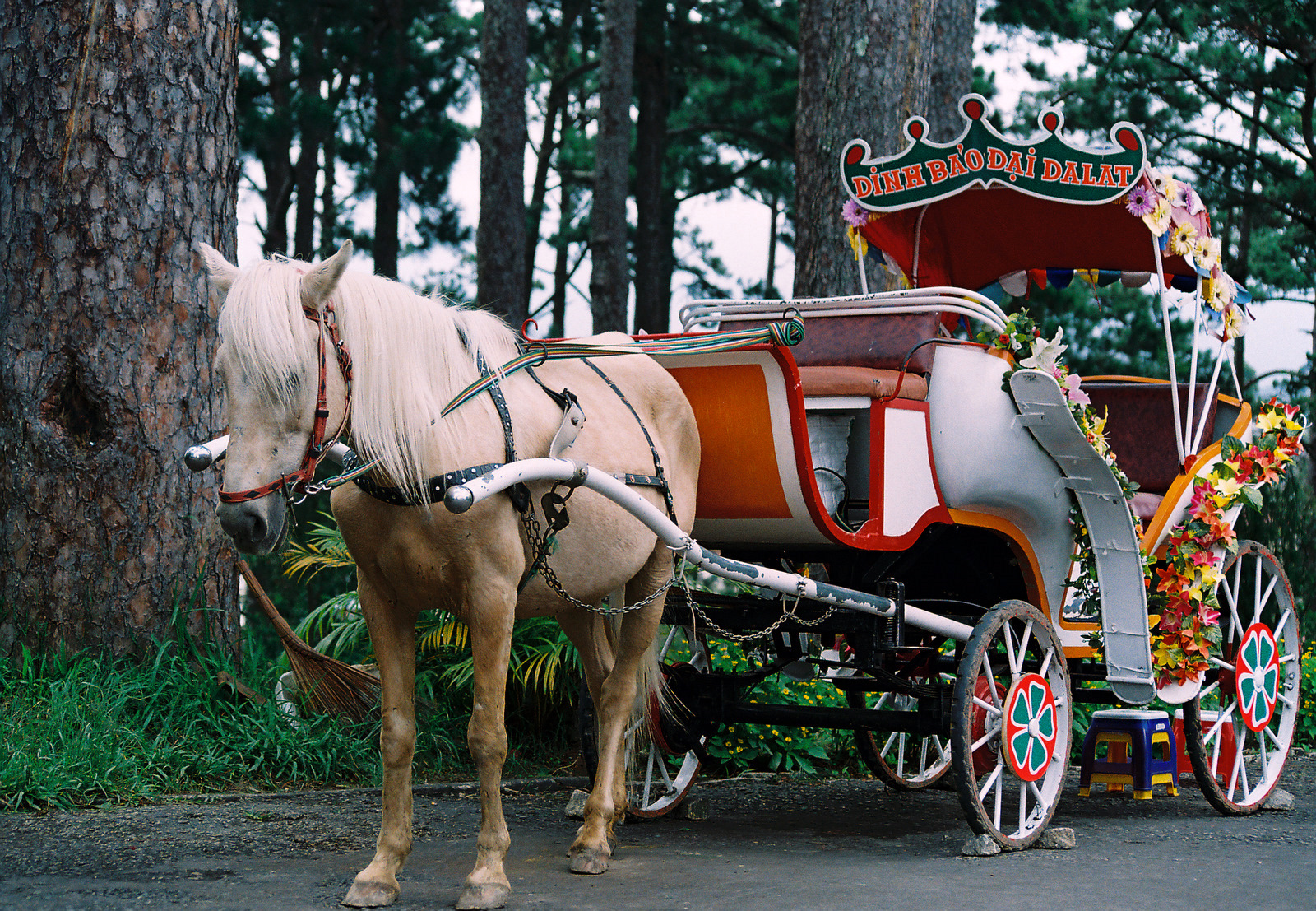
Ngựa kéo xe tại Dinh Bảo Đại để chụp ảnh

Những con ngựa ở Đà Lạt còn phục vụ cho việc kéo xe. Phương tiện giao thông đặc trưng của Đà Lạt những ngày trước là những chiếc xe ngựa. Nó có khắp mọi lúc, mọi nơi, từ nội ô thành thị đến miệt vườn xa xôi. Xe ngựa ở Đà Lạt xuất hiện từ thời rất xa xưa, thời đó, sáng, chiều lại có những đoàn xe ngựa thồ nối đuôi nhau chở đầy rau xanh, hoa quả, nông phẩm từ ngoại ô về thành phố. Ngày nay xe ngựa chỉ dùng để chở du khách. Tiếng vó ngựa lốc cốc trên những con dốc gập ghềnh nơi thành phố cao nguyên này từ hàng trăm năm nay đã trở nên một hình ảnh quen thuộc trong tiềm thức của nhiều người. Những chiếc xe ngựa gắn bó với người Đà Lạt trở thành một phương tiện lao động và cũng là nét đặc trưng của miền đất này.
Trên xứ Đà thành tĩnh lặng, xa xăm, tiếng vó ngựa vẫn gõ giòn trên dốc vắng và cả tiếng lục lạc xao động miền ký ức, là nét văn hóa, hình ảnh tâm thức với cái thú, khi mỗi buổi chiều ngồi vắt vẻo bên thành xe ngựa, nhìn ngắm ruộng đồng xanh mướt, tiếng vó ngựa gõ nhịp, tiếng lục lạc len trong gió, từ khi có chương trình xây dựng nông thôn mới, hầu hết đường làng, đường nhánh ra đồng đã được trải bê-tông. Tiếng vó ngựa gõ giòn thêm. Tiếng vó ngựa lốc cốc trên đường phố, Đà Lạt nửa đêm lục lạc ngựa về là những thanh quen thuộc. Chiếc xe ngựa đã gắn bó với người Đà Lạt và trở thành nét độc đáo không thể thiếu trong lòng du khách, không thể thiếu nhịp phách vó ngựa gập ghềnh.
Trước thời vua Bảo Đại, vó ngựa Đà Lạt đã gõ nhịp trên những con đường dốc hoang sơ chạy quanh thành phố. Thời đó, người ta gọi là xe thổ mộ, có hai băng ghế dọc, bánh gỗ và bạc đồng. Sau đó một thời gian, hàng loạt xe ngựa xuất hiện trên thành phố. Ngựa chở hàng từ nhà vườn tỏa đi các chợ, đưa học sinh đến trường, ngựa giúp du khách qua những chốn đẹp. Không giống các phương tiện khác, xe ngựa dung hòa con người trong một không gian mở, không gian của cộng đồng. Đến những năm 30, cung đường La-mác-tin vòng quanh hồ Xuân Hương có một đường chính, hai đường phụ dành cho người cưỡi ngựa và đi xe đạp, vó ngựa đã gắn với Đà Lạt từ thuở đó.
Ngày xưa xe ngựa nhiều, một xe nuôi cả nhà. Giờ chỉ còn khoảng 30 chiếc của những người vẫn giữ nghề, giữ lại làm du lịch, rước dâu, đóng phim. Cung đường đi cũng đã ngắn dần, không còn rong ruổi cùng du khách như xưa nữa. Thời huy hoàng của nghề xe ngựa là vào thập niên 90 thế kỷ trước, ở đây có trên dưới 500 xe. Thời hoàng kim, vào những năm 70 của thế kỷ trước, Đà Lạt được xem là vương quốc của xe ngựa với khoảng 500 chiếc. Lúc ấy, các bác xà ích làm ăn rất thịnh vượng, đi cả ngày, ngựa chạy đến chồn cả chân mà làm vẫn không hết việc. Ngựa nuôi cả gia đình, một ngày làm xe ngựa bằng sáu công làm hợp tác xã, cũng giống những xà ích ở Đà Lạt, kinh tế của các gia đình này chủ yếu nhờ vào sức ngựa.
Sau ngày 30/4, xe ngựa bắt đầu đi vào làm ăn hợp tác, ban đầu cũng rất khá nhưng về sau thì dần dần sa sút cùng với sự xuất hiện ngày càng nhiều những phương tiện giao thông hiện đại, nhưng khi kinh tế phát triển, nhiều phương tiện hiện đại đã lấn át những chiếc xe thổ mộ, nhiều người đành phải bán xe, bán ngựa chuyển sang nghề khác. Theo sự phát triển của xã hội, chức năng của ngựa đã bị thu hẹp và số lượng ngựa trên cao nguyên Lâm Viên cũng giảm đi nhiều. Ở xứ rau Đơn Dương, chuyện những chiếc thổ mộ từng một thời dọc ngang, ở Lâm Đồng, chẳng đâu nhiều ngựa thồ rau như xứ Đơn Dương. Xứ rau Đơn Dương nhờ ngựa mà khâu lưu thông được thông suốt. Nhưng rồi, ngựa dần dần cũng phải mất đi
Năm 1986, có cá nhân đứng ra thành lập HTX xe ngựa với 250 chiếc, chia làm 4 đội và hoạt động rất sôi nổi. Năm 1999, Thành phố chủ trương cấm xe thô sơ và súc vật vào trung tâm Đà Lạt và hồ Xuân Hương. Ngựa mất bến đậu, mất cả lối đi, cái nghề xe ngựa cũng từ đó lụi dần. Năm 1995, chỉ còn 40 người là quyết tâm sống chết với cái nghề được xem đã đến lúc hết thời này. Cho đến nay, toàn thành phố chỉ còn chưa đầy 10 chiếc xe ngựa, tất cả đều chỉ phục vụ chở khách du lịch. Giờ chỉ còn khoảng 50 xe. Số còn lại cho ngựa thay vì kéo hàng hóa như xưa thì nay phục vụ du khách. Nhưng chỉ ở những tuyến đường có mật độ giao thông không lớn, độ dốc không cao; tại những khu vực sinh thái, dã ngoại, các khu vực ngoại vi thành phố để du khách có dịp thăm thú, ngắm cảnh như quanh bờ hồ Xuân Hương, đường đến Suối Vàng và trong khuôn viên các khu du lịch nổi tiếng
Thực tế hiện nay xe ngựa chủ yếu phục vụ du khách, nên chỉ có thể hoạt động khi mùa du lịch đến. Đà Lạt nếu vắng bóng loại hình du lịch ngựa và xe ngựa thì sẽ kém thú vị và không còn nét đặc trưng của du lịch Đà Lạt. Nhưng để tăng thêm sự hấp dẫn cần nghĩ đến việc nhập thêm những giống ngựa tốt, có tầm vóc vạm vỡ, oai phong, song song đó cần nâng cấp các cỗ xe thêm tiện nghi, hiện đại và an toàn Để có một cỗ xe ngựa 2 bánh coi được cũng phải bỏ ra gần chục triệu (chưa kể ngựa) có cả 20 cỗ xe ngựa 4 bánh theo kiểu dáng châu Âu thế kỷ 19 vào hoạt động du lịch.
Những chiếc xe ngựa lại được xuất hiện ở phố núi Đà Lạt sau hơn 5 năm bị phong tỏa, để được chạy xe trở lại phải chạy vạy mới có 13 triệu đồng mua một con ngựa, rồi chạy tiếp 10 triệu nữa đóng một chiếc xe thổ mộ bốn bánh. Đà Lạt đồi dốc, xưa nay xe ngựa một cầu (chỉ cần hai bánh) đã làm khổ thân con ngựa, nay chơi hai cầu (xe bốn bánh), ngựa phải ráng mà lê, cố mà kéo, chiều dài quá khổ của xe bốn bánh làm mỗi lần lên hay xuống dốc là xà ích phập phồng vì ngựa không phải động cơ. Nó mà mệt là tuột dốc, rất nguy hiểm. Xe tự sắm, ngựa tự mua, tự đón khách, tự đánh xe chở khách, cỏ ngựa hằng ngày tự cắt, ngựa ngã bệnh tự chăm, ngựa khóc (vì mệt)

### Du lịch

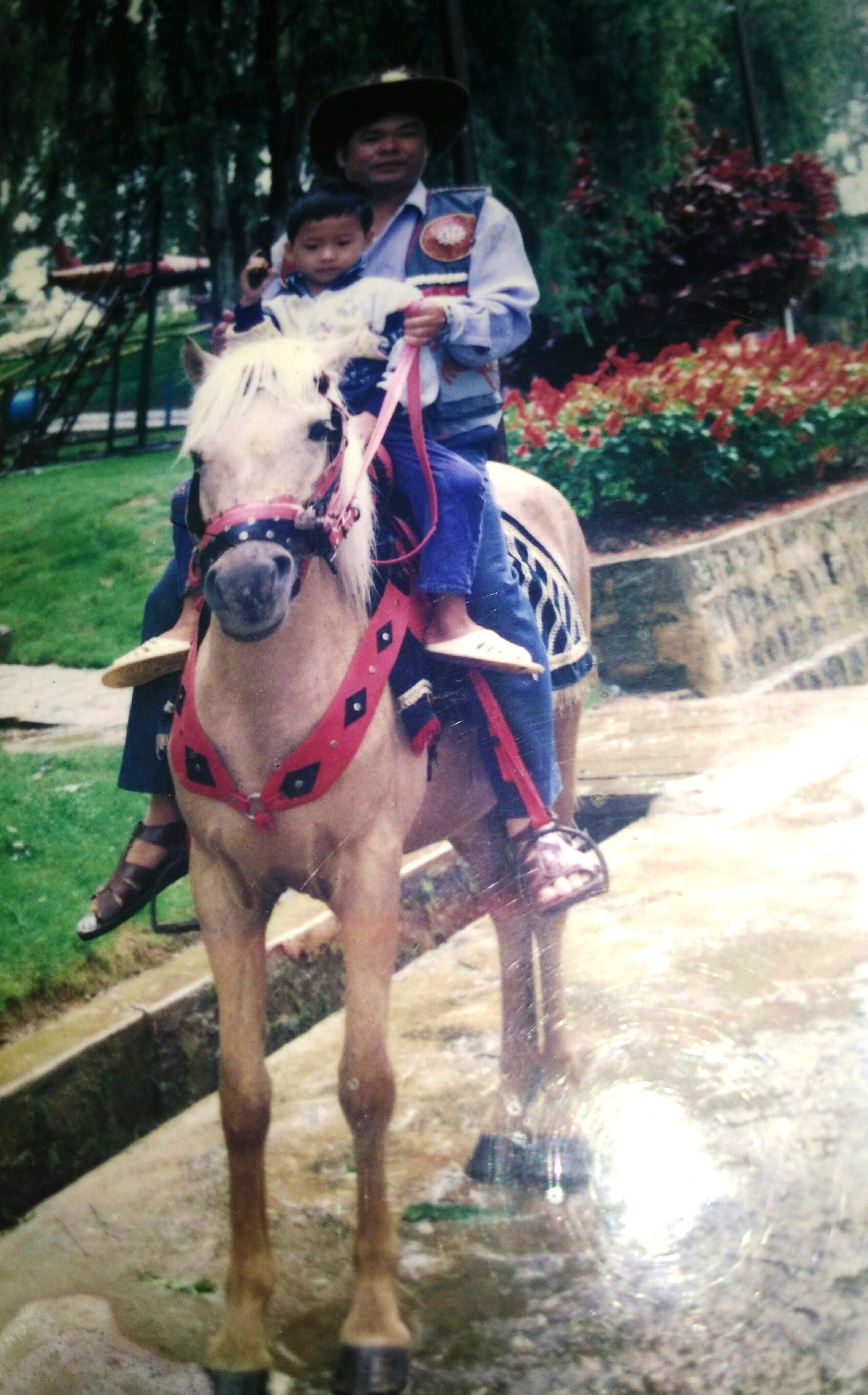
Một con ngựa ở Đà Lạt đang phục vụ cho du khách cưỡi và chụp ảnh

Người Đà Lạt đã đưa ngựa vào khai thác du lịch. Thường thì chúng được thuần hóa từ giống ngựa hoang dã để phục vụ du khách. Mỗi thắng cảnh nổi tiếng ở Lâm Đồng đều có trên dưới chục con ngựa sạch sẽ chải chuốt, luôn trong tư thế sẵn sàng phục vụ. Địa hình Đà Lạt với thế núi trập trùng, uốn lượn trên những con dốc dài, một thời in đậm dấu ấn của những chiếc thổ mộ cần mẫn ngày đêm gõ nhịp. Sau quãng thời gian dài từng đầu xe tự mưu sinh đầy rủi ro, bất trắc, loại hình du lịch xe ngựa sẽ được chú trọng để du khách thêm thú vị hơn khi đến với thành phố này. Các thác nước Cam Ly, Datanla, Prenn, Vườn hoa thành phố luôn sẵn có những con ngựa đẹp thắng vào cỗ xe trang trí rực rỡ mời chào du khách.
Bề ngoài, ngựa du lịch là những con ngựa thảnh thơi. Ngựa thồ hàng yêu cầu phải khỏe, dai sức còn ngựa trong du lịch phải ngoan, sức to, dáng đẹp. Nó phải được thuần hóa rất khó để khỏi nhát trước khách du lịch. Thời gian để thuần hóa một chú ngựa từ hoang dã đến ngoan ngoãn phục vụ khách du lịch phụ thuộc vào bản tính của ngựa. Ngựa làm du lịch có lúc buồn, lúc vui. Điểm đặc biệt ở loài vật này là tính đoàn kết. Đưa khách tìm hiểu cảnh vật xung quanh bằng ngựa, lúc nào cũng cần ít nhất hai con ngựa đi cùng. Mỗi con mỗi tính, có dữ, có hiền, nó buồn sẽ cáu gắt với khách. Ngựa du lịch thường không được đặt tên như ngựa đua hay ngựa thồ hàng. Tùy theo màu lông của chúng mà tên gọi cũng được đặt theo. Do là biểu tượng của sự hùng dũng, oai phong nên ngựa thường được du khách chụp hình, hoặc thử một lần ngồi trên lưng ngựa.
Tiêu chuẩn đầu tiên để người ta chấp nhận nó vào trong đội ngũ những nhân tố làm du lịch là phải tốt mã. những con bạch cao to đẹp mã ra đứng ở bờ hồ Xuân Hương phục vụ du khách. Lúc này, con ngựa được gắn thêm mấy chiếc lông chim trên đầu trông ra dáng. Tuyển khá kỹ là đội ngựa ở Thung lũng Tình Yêu. Một số tuấn mã thì được trang bị thêm những chiếc xe thổ mộ đẹp lộng lẫy như chiếc kiệu, có thể chứa được cả chục người ngồi trên để đưa khách du lịch đi tham quan. Những con ngựa hồng, ngựa tía được giám mã tháp tùng, theo sát canh chừng bảo vệ du khách chưa quen cưỡi, nhất là khi ngựa phải phi vòng quanh những khu vực trò chơi quá náo nhiệt, hoặc phát ra tiếng động lớn dễ làm ngựa giật mình hoảng sợ như đi xe lửa, tập trận giả, bắn súng sơn. Nài ngựa (thường là chủ của chúng) sẽ điều khiển chúng quỳ xuống, đứng lên, chạy thong dong, phi nước đại và dừng đúng lúc.
Cưỡi ngựa có 2 dạng là cưỡi các đồi dốc và ngựa xe với số lượng người đông. Những con ngựa này được thuần hoá, được trang bị một bộ khớp (tức yên) tương xứng với cái mã của nó (có giá khoảng 3 triệu đồng) để làm người mẫu cho du khách đứng gần hoặc cưỡi, dắt bộ dạo để chụp hình lưu niệm (tại các điểm tham quan du lịch như hồ Xuân Hương, Thung Lũng Tình Yêu, đồi Mộng Mơ, hồ Than Thở). Giá chụp một kiểu hình trên lưng ngựa ở Đà Lạt trung bình là 3.000 đồng, thuê cưỡi giá 70.000 đồng/giờ Để hành nghề ngựa chụp ảnh, giới nài ngựa phải mua được "ngựa lai" tối thiểu là 5 triệu đồng, có con hơn 10 triệu đồng, ngựa nhỏ con quá thì du khách chê. Tiếp đến phải sắm chiếc yên, loại simili giá 600.000-700.000 đồng, loại da hơn 1 triệu đồng, bên cạnh đó phải có dây cương, dây ức, yếm cho bắt mắt du khách mới thích. Chưa kể mũ da, áo da, giày da, bao súng cũng xấp xỉ một triệu nữa, tính ra ít nhất phải có 7 triệu đồng mới ra nghề. 
Ngày nay ở Đà Lạt còn có thú vui biến ngựa cỏ ra ngựa vằn, nhiều người vẫn thích đi vòng, leo lên dốc núi Langbiang để được cưỡi ngựa vằn, thực tế thì đây chính là Ngựa vẽ. Ngựa cỏ nào cũng có thể thẩm mỹ thành ngựa vằn, nếu dáng thon đẹp và nền lông trắng tuyết hay vàng sáng. Chất liệu tô ngựa cỏ thành ngựa vằn là thuốc nhuộm tóc nên mỗi tháng phải gia công một lần, dù quen tay cũng mất cả tiếng đồng hồ mới vẽ xong. Dù ngựa vằn dỏm đắt khách thì cả khu du lịch Langbiang vẫn chỉ có vài con, nguyên nhân do sắc vóc. Ngày nay, nhiều đoàn làm phim thường chọn Đà Lạt làm phim trường, nên ngựa có nhiều dịp tham gia đóng phim. Có những phim họ cần cả chục con, phải huy động ngựa đẹp bảnh và chịu đóng phim. Thông thường họ thuê cả chủ lẫn ngựa, vì những cảnh quay phi ngựa xa xa đều do chủ đóng. Những cảnh quay nguy hiểm mỗi ngày quay như thế họ trả từ 350.000-400.000 đồng/cả chủ lẫn ngựa. Nghệ sĩ Lý Huỳnh làm phim dã sử hồi năm 2010 (phim Tây Sơn hào kiệt) đã phải thuê tới 70 con ngựa đóng phim nhưng đều không có yên ngựa chuẩn nên những cảnh quan trọng và táo bạo đã phải thuê các nài ngựa người dân tộc Lạch ở Đà Lạt đóng thế.